# Смиттаун
Смиттаун (англ. Smithtown) ― город в округе Саффолк, штат Нью-Йорк, на северном побережье Лонг-Айленда. Он является частью городской агломерации Нью-Йорк. По данным переписи 2020 года, его население составляло 116 296 человек.
Место проведения переписи населения (CDP) в Смиттауне находится в пределах границ города.

## История
Земля, на которой впоследствии возник город, первоначально принадлежала коренным американцам племени Ниссеквог.
Часто повторяемая, но недостоверная история гласит, что Ричарду Смиту, спасшему похищенную дочь вождя коренных американцев, было сказано, что вождь предоставит право собственности на все земли, которые Смит сможет объехать за один день верхом на быке. Смит решил прокатиться верхом на быке в самый длинный день в году (день летнего солнцестояния) 1665 года, чтобы «за один день» проехать больше времени. Говорят, что земля, которую он приобрел таким образом, приблизительно соответствует границам нынешнего города. Большая статуя быка Смита, известная как Шепот, воздает дань уважения легенде на развилке Иерихонской магистрали (шоссе 25 штата Нью-Йорк) и Сент-Джонленд-роуд (шоссе 25А штата Нью-Йорк).
По мнению местных историков, рассказ о быке — миф. На самом деле английский поселенец Лайон Гардинер помог спасти дочь великого сахема Ниссеквога Вайанданча, после того как она была похищена соперничающими Наррагансеттами. Смит, живший в соседнем Сетокете, был другом Гардинера; именно в доме Смита принцесса Ниссеквог была возвращена в Вайанданч. В знак благодарности великий сахем выделил Гардинеру большой участок земли. В 1663 году Гардинер продал земли Ниссеког Смиту. Два года спустя губернатор колонии Ричард Николлс признал факт продажи, выдав Смиту «Патент Николлса 1665 года», который официально подтвердил права Смита на землю. Таким образом, датой основания города считается 1665 год.
Первоначально Смиттаун был известен как Смитфилд.

## География
Смиттаун ограничен проливом Лонг-Айленд на севере, Айслипом на юге, Брукхейвеном на востоке и Хантингтоном на западе.
По данным Бюро переписи населения США, общая площадь города составляет 111,5 квадратных миль (289 км2), из которых 53,8 квадратных миль (139 км2) занимает суша, а 57,7 квадратных миль (149 км2) (51,75 %) — вода.

## Культура
Смиттаун транслирует заседания совета директоров на SGTV, общественной телевизионной станции города Смиттаун, 18-м канале Optimum или 27-м канале Verizon Fios. В газете Times of Smithtown публикуются статьи, посвященные местным жителям.
Здесь находится Центр исполнительских искусств Смиттауна. Это историческое здание не претерпело существенных изменений с тех пор, как было построено в 1933 году. С 1933 по ноябрь 2001 года оно функционировало как кинотеатр, а в 2002 году было отреставрировано для проведения живых выступлений. В 2022 году здание было приобретено некоммерческой организацией Smithtown Performing Arts. Совет, который организует различные развлекательные программы и общественные мероприятия, включая мюзиклы, спектакли, музыку, комедии, образовательные занятия и летние лагеря.